# 이익 법학
이익 법학(利益法學)은 개념 법학이 추구하는 논리적 일관성이 실천적 타당성을 보장하는 것은 아니라는 비판으로부터 출발하여 실정에 맞는 해결, 즉 실생활의 요구를 만족시키는 해결을 가져오는 것을 지향한 데서 나타났다. 
법에서 목적의 의의를 중시하면서 그 목적을 사회생활의 여러 요구로서 파악한 예링을 선구자로 하였으며, 법에서 결함의 불가피성을 지적하면서 그 충족을 법관의 가치 판단에 위임한 필립 헤크(Heck)를 대표자로 하였고, 주로 독일에서 주장되었다. 
이익 법학은 법규가 사회적 이익분쟁의 해결을 위해서의 “입법자의 이익 형량(衡量)=가치 판단의 소산”이라는 전제하에 출발했으며, 법관도 판결에서 입법자의 판단에 서면서도 스스로도 부차적으로 가치 판단을 행해야 한다고 주장하였다. 그 때문에 법규의 논리적 구조와 함께 법규의 배후에 있는 입법자의 가치 판단까지도 구명(究明)하는 것을 법률학의 임무로 했다. 엄밀한 뜻에서는 이익 법학파에 속하지 아니하나, 이익 법학의 사상적 기초가 되는 사회적 공리주의 사상에 입각한 사람으로서 예링 이외에 벤담과 파운드를 들 수 있다.

## 같이 보기
- 개념 법학